# Leichtathletik-Europameisterschaften 1994/800 m der Männer

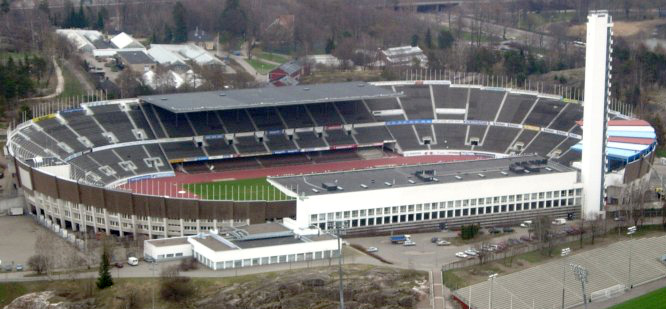
Das Olympiastadion von Helsinki im Jahr 2005

Der 800-Meter-Lauf der Männer bei den Leichtathletik-Europameisterschaften 1994 wurde vom 11. bis 14. August 1994 im Olympiastadion der finnischen Hauptstadt Helsinki ausgetragen.
Europameister wurde der Italiener Andrea Benvenuti. Der Norweger Vebjørn Rodal gewann die Silbermedaille. Platz drei belegte der Spanier Tomás de Teresa.

## Bestehende Rekorde
| Weltrekord           | 1:41,73 min | Sebastian Coe | Florenz, Italien          | 20. Juni 1981   |
| Europarekord         | 1:41,73 min | Sebastian Coe | Florenz, Italien          | 20. Juni 1981   |
| Meisterschaftsrekord | 1:43,84 min | Olaf Beyer    | EM Prag, Tschechoslowakei | 31. August 1978 |

Die Rennen hier in Helsinki waren bei nicht allzu hohem Tempo alle auf eine Spurtentscheidung ausgerichtet. So wurde der seit 1978 bestehende EM-Rekord auch in diesem Jahr nicht erreicht. Die schnellste Zeit erzielte der später im Finale viertplatzierte Deutsche Nico Motchebon im zweiten Halbfinale mit 1:45,75 min, womit er 1,91 s über dem Rekord blieb. Zum Welt- und Europarekord fehlten ihm 4,02 s.

## Vorrunde
11. August 1994
Die Vorrunde wurde in vier Läufen durchgeführt. Die ersten drei Athleten pro Lauf – hellblau unterlegt – sowie die darüber hinaus vier zeitschnellsten Läufer – hellgrün unterlegt – qualifizierten sich für das Halbfinale.

### Vorlauf 1

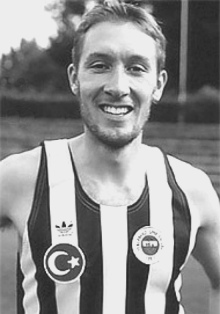
Jussi Udelhoven schied als Sechster seines Vorlaufs aus

| Platz | Name               | Nation      | Zeit (min) |
| ----- | ------------------ | ----------- | ---------- |
| 1     | Andrea Benvenuti   | Italien     | 1:48,88    |
| 2     | José Manuel Cerezo | Spanien     | 1:48,92    |
| 3     | Mikael Söderman    | Finnland    | 1:48,92    |
| 4     | Ousmane Diarra     | Frankreich  | 1:49,09    |
| 5     | Joachim Dehmel     | Deutschland | 1:49,36    |
| 6     | Jussi Udelhoven    | Norwegen    | 1:50,15    |
| 7     | Milan Drahonovský  | Tschechien  | 1:50,27    |
| 8     | Thomas Ebner       | Österreich  | 1:50,71    |

### Vorlauf 2
| Platz | Name              | Nation     | Zeit (min) |
| ----- | ----------------- | ---------- | ---------- |
| 1     | Atle Douglas      | Norwegen   | 1:47,31    |
| 2     | Andrei Loginow    | Russland   | 1:47,33    |
| 3     | Davide Cadoni     | Italien    | 1:47,52    |
| 4     | Frédéric Cornette | Frankreich | 1:47,60    |
| 5     | António Abrantes  | Portugal   | 1:47,61    |
| 6     | Esko Parpala      | Finnland   | 1:47,85    |
| 7     | Iwan Komar        | Belarus    | 1:48,78    |

### Vorlauf 3
| Platz | Name            | Nation         | Zeit (min) |
| ----- | --------------- | -------------- | ---------- |
| 1     | Bruno Konczylo  | Frankreich     | 1:47,91    |
| 2     | Tomás de Teresa | Spanien        | 1:47,94    |
| 3     | Vebjørn Rodal   | Norwegen       | 1:48,10    |
| 4     | Piotr Piekarski | Polen          | 1:48,50    |
| 5     | David Matthews  | Irland         | 1:48,91    |
| 6     | Tom McKean      | Großbritannien | 1:49,41    |
| 7     | Oliver Münzer   | Österreich     | 1:49,59    |

### Vorlauf 4

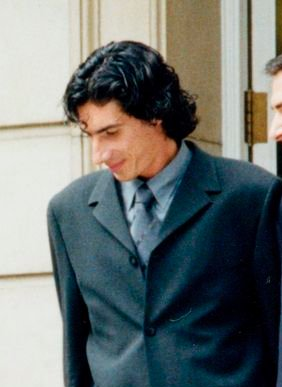
Andrés Manuel Díaz blieb chancenlos in seinem Vorlauf

| Platz | Name               | Nation         | Zeit (min) |
| ----- | ------------------ | -------------- | ---------- |
| 1     | Giuseppe D’Urso    | Italien        | 1:46,91    |
| 2     | Craig Winrow       | Großbritannien | 1:46,93    |
| 3     | Nico Motchebon     | Deutschland    | 1:46,97    |
| 4     | Marko Koers        | Niederlande    | 1:47,18    |
| 5     | Jarmo Kokkola      | Finnland       | 1:47,41    |
| 6     | Torbjörn Johansson | Schweden       | 1:47,41    |
| 7     | Slobodan Popović   | BR Jugoslawien | 1:48,85    |
| 8     | Andrés Manuel Díaz | Spanien        | 1:48,67    |

## Halbfinale
12. August 1994
Aus den beiden Halbfinalläufen qualifizierten sich die jeweils ersten vier Athleten – hellblau unterlegt – für das Finale.

### Lauf 1

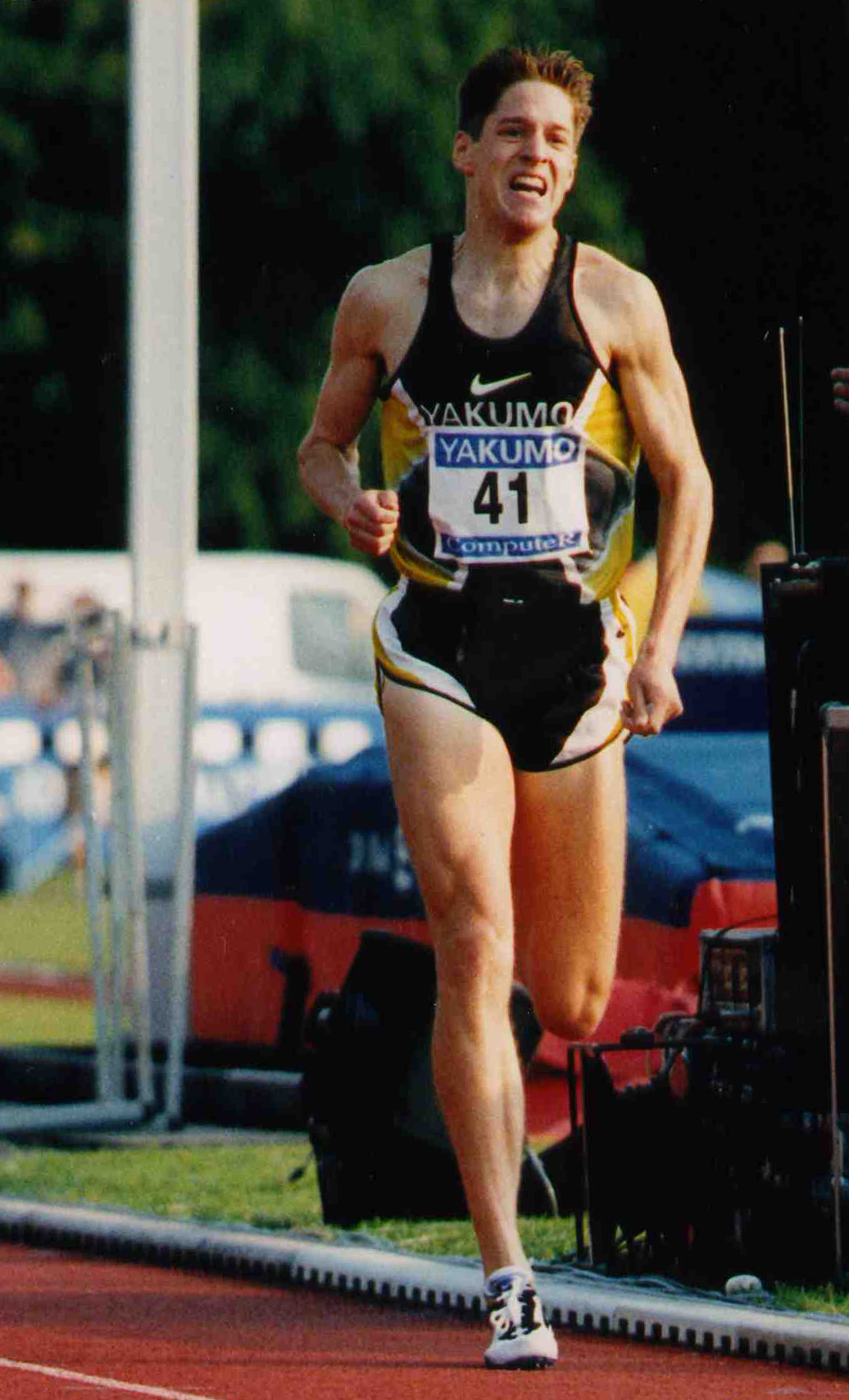
Marko Koers verpasste den Finaleinzug um einen Rang

| Platz | Name               | Nation         | Zeit (min) |
| ----- | ------------------ | -------------- | ---------- |
| 1     | Andrea Benvenuti   | Italien        | 1:47,01    |
| 2     | Atle Douglas       | Norwegen       | 1:47,15    |
| 3     | José Manuel Cerezo | Spanien        | 1:47,24    |
| 4     | Craig Winrow       | Großbritannien | 1:47,24    |
| 5     | Marko Koers        | Niederlande    | 1:47,52    |
| 6     | Mikael Söderman    | Finnland       | 1:48,00    |
| 7     | Frédéric Cornette  | Frankreich     | 1:48,49    |
| 8     | Davide Cadoni      | Italien        | 1:50,23    |

### Lauf 2
| Platz | Name               | Nation      | Zeit (min) |
| ----- | ------------------ | ----------- | ---------- |
| 1     | Nico Motchebon     | Deutschland | 1:45,75    |
| 2     | Vebjørn Rodal      | Norwegen    | 1:45,80    |
| 3     | Giuseppe D’Urso    | Italien     | 1:45,88    |
| 4     | Tomás de Teresa    | Spanien     | 1:45,89    |
| 5     | Andrei Loginow     | Russland    | 1:46,18    |
| 6     | Torbjörn Johansson | Schweden    | 1:46,25    |
| 7     | Bruno Konczylo     | Frankreich  | 1:46,63    |
| 8     | Jarmo Kokkola      | Finnland    | 1:47,35    |

## Finale

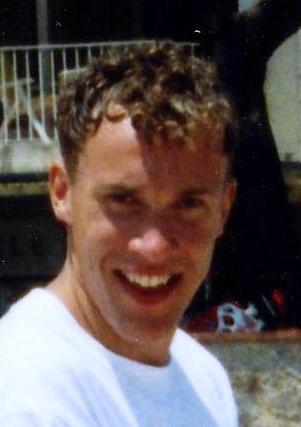
Vizeeuropameister Vebjørn Rodal – zwei Jahre später wurde er Olympiasieger

14. August 1994
| Platz | Name               | Nation         | Zeit (min) |
| ----- | ------------------ | -------------- | ---------- |
| 1     | Andrea Benvenuti   | Italien        | 1:46,12    |
| 2     | Vebjørn Rodal      | Norwegen       | 1:46,53    |
| 3     | Tomás de Teresa    | Spanien        | 1:46,57    |
| 4     | Nico Motchebon     | Deutschland    | 1:46,65    |
| 5     | Giuseppe D’Urso    | Italien        | 1:46,90    |
| 6     | Craig Winrow       | Großbritannien | 1:47,09    |
| 7     | José Manuel Cerezo | Spanien        | 1:47,58    |
| 8     | Atle Douglas       | Norwegen       | 1:47,90    |

## Videolinks
- 4994 European Track & Field 800m Men, www.youtube.com, abgerufen am 31. Dezember 2022
- 5032 European Track & Field 800m Men, www.youtube.com, abgerufen am 31. Dezember 2022